# 中華民國—澳大利亞關係
中華民國與澳大利亞聯邦（台、港澳、馬多通稱澳洲）於1941—1972年有官方外交關係，斷交後，在對方首都互設具大使館功能的代表機構。

## 外交

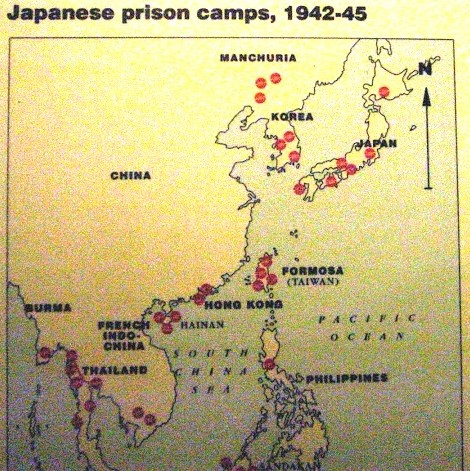
澳洲戰爭紀念館內的日本戰俘集中營地圖，臺灣有四處。

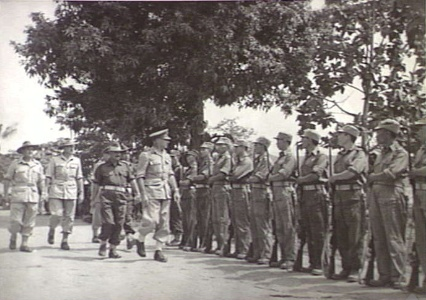
澳大利亞陸軍第11師师长肯尼斯·伊瑟少将於中華民國國慶日检阅了中国军营的警衛部队。

### 在大陸時期
1912年，中華民國成立後，繼承清朝政府於光緒卅四年（1908年）在英屬澳洲墨尔本設立的總領事館，更名為中華民國駐澳洲總領事館，由前清廷駐澳洲總領事繼續擔任。
1927年，澳洲政治獨立、遷都堪培拉。1929年8月，駐澳洲總領事館遷至悉尼。1932年，更名為駐雪梨總領事館。
1941年7月15日，兩國建立公使級外交關係，於首都坎培拉設立中華民國駐澳洲聯邦公使館、於陪都重慶設立澳洲聯邦駐中華民國公使館，並互派公使。中華民國駐雪梨總領事館由公使館管轄。
1945年9月，澳大利亚军第11师占领新不列颠岛。9月17日中国战俘营的官兵在KUMUIA YAMA营区门口列队相迎盟軍。當時中国戰俘营的最高指挥官國民革命軍吴炎中校及軍官陈国樑少校、刘伟宾副官和秦家麟中尉。中國戰俘獲得盟軍的援助逐漸的得到軍服與武器。9月28日，在吴炎的陪同下，澳军参谋总长諾思科特中将和澳军第11师师长伊瑟少将等检阅了中国军营部队。
1948年2月16日，兩國公使館升格為大使館，並互派大使。

### 在臺灣時期
1949年，中華民國政府遷台後，兩國繼續維持邦交。但澳洲在1951－1959年拒絕中華民國派駐大使，故由公使暫代館務，澳洲大使館也沒有隨之遷台，並停派大使。
1965年7月10日，外交部長沈昌煥赴澳大利亞訪問一週，14日發表《聯合公報》，18日離開澳洲赴菲律賓訪問。:715。
1966年6月11日，在自由黨籍的澳大利亞總理荷特執政時，由外交部長海斯勒克在臺北的圓山大飯店宣布重設大使館。館址位於台北市的安樂大廈。
1967年4月4日，荷特訪問臺灣3天；4月6日，與總統蔣中正兩度會談，發表《聯合公報》。:736。
1972年12月22日，澳洲宣布與中華民國斷交，並承認中华人民共和国且與其建交，中華民國與澳洲的雙方關係陷入低潮。
1975年4月，中華民國總統蔣中正逝世，澳洲政府稱：「澳洲人民永遠感激蔣中正。由於他的勇敢、領導與犧牲，才使澳洲在第二次世界大战時免於被日本征服」。
1994年8月，中華民國外交部政務次長房金炎前往澳洲黃金海岸市，出席南太平洋論壇會後對話會議，並主持外交部第三屆南太平洋地區區域會報。
2018年6月22日，《雪梨晨鋒報》報導，澳洲與台灣在2017年9月秘密簽署備忘錄，允許澳洲把安置在諾魯共和國，且有緊急醫療需求的難民送到台灣接受治療，其主要目的是避免難民在澳洲接受治療後趁機滯留。中華民國外交部證實消息，指簽署備忘錄以來，已安排10多名安置在諾魯的急症或重症難民抵台接受治療，醫療費用由澳洲支付。官員強調並非「秘密簽署」，是因外交協定不會簽署後都對外發布，也因為擔心中華人民共和國打壓，希望低調進行。報導並指出，澳洲也向其他國家尋求協助，但只有台灣與之簽署。
2020年1月12日，中華民國總統與立委選舉結束後，澳洲外交暨貿易部發表以「臺灣選舉」為題的聲明「澳洲恭賀蔡英文博士及其領導的政黨於2020年1月11日台灣選舉中連任。澳洲並恭賀台灣人民和平地行使民主權利，選舉的順利進行彰顯了台灣民主的成熟。澳洲期待持續與台灣合作，增進雙方堅強與不斷成長的貿易與投資合作、教育、科學和研究等連結，以及民間交流。」
2020年7月28日，澳洲與美國舉行第30屆外交部长暨国防部长諮商會議（AUSMIN），會後發表的《聯合聲明》中，重申台灣在印太地区扮演的重要角色，兩國也表達與台灣維繫強健非官方關係的意願。
2020年7月30日，前中華民國總統李登輝逝世，澳洲外交暨貿易部發文表示哀悼。
2021年4月，澳大利亚国防军总司令坎贝尔在印度新德里所舉辦的外交會議「瑞辛納對話」（The Raisina Dialogue）上称，台灣海峽的冲突将是「灾难性的」，「关于台湾岛的冲突对该地区各国人民来说将是一次灾难性的经历。这是我们都应该努力避免的。」並敦促中国通过对话解决与台湾领导人的分歧。澳大利亚国防部长达顿4月25日在澳新军团日接受澳洲廣播公司（ABC）訪問時，被問及因台灣而與中國交戰的可能性是否升高。他表示，中國近來愈來愈明確表達統一台灣的野心，且在南海擴張軍事勢力，澳洲已準備好因應任何衝突，澳洲國防軍雖然打算維持「承平時期」，但也準備好面對潛在威脅。5月6日，澳洲總理莫里森表示澳洲對台灣政策不變，如中國武力侵犯台灣，澳洲將會履行支援美國及盟友承諾。
2021年6月9日，澳洲外交部長佩恩、國防部長達頓與日本外務大臣茂木敏充、防衛大臣岸信夫進行視訊會談，會後發布的《聯合聲明》強調台灣海峽和平與穩定的重要性，並鼓勵和平解決兩岸問題。8月30日，澳洲外交部長佩恩、國防部長達頓與法國外交部長勒德里安、國防部長帕利在法國巴黎進行會談，會後發布的《聯合公報》強調台海和平穩定的重要性。
2021年10月5日，澳洲前總理訪問台灣，期間應邀出席「玉山論壇」以及會見總統蔡英文。
2021年10月24日，澳洲國防部長達頓接受澳洲天空新闻台訪問時表示，若中國武力犯台，將與美國同進退。至於澳中是否開戰，達頓則認為這取決於中國的態度。11月13日，《澳洲人報》刊登達頓的訪問指出「如果美國選擇採取行動（協防台灣），很難想像我們不去支持美國。」
2022年2月12日，澳洲外交部長佩恩與美國國務卿布林肯舉行會談，重申台海和平穩定的重要性。
2022年3月6日，澳洲國防部長達頓接受澳洲廣播公司訪問時表示，台海一旦開戰，澳洲可能會向台灣提供武器。英國《衛報》報導，達頓受訪表示，國際社會對俄羅斯入侵烏克蘭的制裁行動「重創」俄羅斯總統普丁，希望中國能從中「吸取教訓」，「任何透過武力改變臺海現狀的計畫，可能比他們先前所想像的來得更加複雜」。澳洲會盡一切努力阻止中國在區域的侵略行為，並將關注任何與（澳洲）國家利益相關的衝突或威脅。
2023年5月，澳洲前總理訪問台灣。10月10日，前總理莫里森訪問台灣。期間兩人皆會見總統蔡英文。
2023年4月17日，澳洲外交部長黄英贤表示「讓我來說清楚，台海戰爭對所有人都是災難，我們明白不會有真正的贏家，我們知道維持現狀優於其他選項。」
2023年11月24日，中華民國國防部表示，一艘澳洲軍艦於23日航經臺灣海峽，但並未說明軍艦名稱，澳洲政府也未對此事回應。
2024年1月13日，中華民國總統與立委選舉結束後，澳洲外交暨貿易部於14日祝賀賴清德獲得勝利，也恭喜台灣人民和平行使民主權利。另表示，選舉順利進行，證明台灣民主的成熟與強大。
2024年4月3日，臺灣東部發生大地震，澳洲外交部長黄英贤在X（原Twitter）發文表示，澳洲與在臺灣地震傷亡的人們同在。
2024年9月25日，澳洲皇家海軍的雪梨號驅逐艦、紐西蘭皇家海軍的奧特亞羅瓦號補給艦一起通過台灣海峽，同日，日本海上自衛隊的漣號護衛艦亦通過台灣海峽。
2025年4月3日，澳洲外交暨貿易部對於中國「環台軍演」升高台海緊張情勢與風險表達關切，強烈反對升高誤判與衝突風險的行動，重申相關軍演不成比例且破壞穩定，並已向中國提出關切。
2025年7月13日，澳洲總理訪問中國大陸之際，在記者會拒絕對台海衝突做出保證，僅回應支持維持現狀，不支持任何單方面行動，以及希望區域保持和平與安全。8月9日，艾班尼斯與紐西蘭總理會晤並發布《聯合聲明》，其中重申台灣海峽和平穩定的重要性，反對使用武力、威嚇與脅迫，反對片面改變現狀，呼籲透過對話與和平方式解決包括台海在內的議題或爭端。

#### 關於中華民國參與國際組織

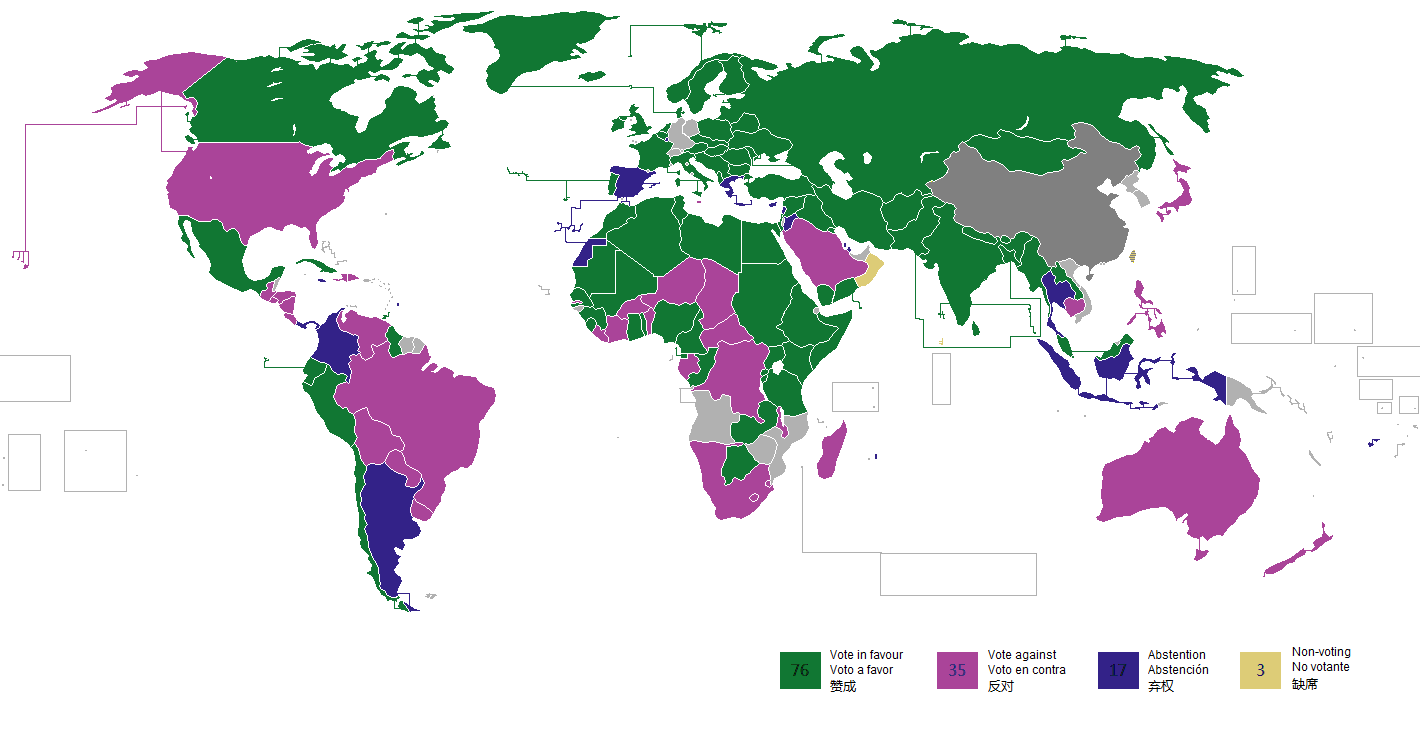
紫色國家表示在1971年的投票中支持中華民國續留聯合國，即《聯合國大會2758號決議》，其中包括澳洲。

1955年9月6日，澳洲外交部長稱，澳洲在聯合國大會將繼續尋求擱置准許中共進入聯合國，除主權發生爭執之國家外，澳洲將竭力推動接受現有向大會申請入會之國家，以便擴大聯合國之範圍。澳外長認為中共要求入會，不能與申請入會者相提並論。蓋認國民政府中國早為聯合國之會員國，目前問題之焦點不在承認新會員國問題，而係應決定兩個政府以何者有資格代表中國之問題。
1971年10月25日，澳洲支持中華民國繼續保有聯合國裡的中國席次（即中國代表權，《聯合國大會2758號決議》），但最終表決失敗。
2017年5月1日，《雪梨晨鋒報》報導，澳大利亞（以下簡稱澳方）是該年《金伯利進程國際證書制度》（Kimberley Process，簡稱金伯利進程）政府間組織的輪值主辦國，於1－4日在伯斯舉行中期會議（Intersessional Meeting），由澳洲外交部長畢曉普主持。首日的開幕式，澳方的1名官員開始介紹外長畢曉普及歡迎所有代表團成員時，中華人民共和國代表團（以下簡稱中方）突然開啟麥克風提出程序問題，要求確認在場的會員是否有「正式」邀請，想將台灣代表團趕出會場、拒絕台灣參與、阻擾會議進行，引發部分國家出席代表嚴厲譴責，澳方高層官員也以「舉止異常」、「令人作嘔」等用詞形容中方所為非常不尊重他人。由於中方不斷地咆哮鼓噪，澳方最終被迫將程序問題列入會議的首個議程，隨後中斷會議，澳、中官員密室協商。最後，在中方的堅持下，澳方不得不請台灣代表團離場，澳洲外交部發言人表示：「令人遺憾的是，中方持續地阻擾議程，澳方已向中方駐澳大使表達對此等行為的關切。」
2018年5月22日，澳洲衛生部次長波尚在世界衛生大會（WHA）表示，在關係日益密切的國際社會中，世界衛生組織（WHO）不應排除任何人，這是符合大家的利益，因為疾病沒有國界。間接呼應中華民國的邦交國所提出「邀請台灣以观察员身份參與世界衛生大會」訴求。
2020年5月7日，在美國與日本領銜下，澳洲、法國、英國、德國、加拿大、紐西蘭駐日內瓦聯合國大使，向WHO對外關係執行主任艾里森與首席法律顧問索羅門（Steven Solomon）發出外交照會，敦促接納台灣成為WHA觀察員。7月9日，澳洲總理莫里森與日本首相安倍晋三舉行視訊會議，會中雙方肯定台灣參與WHA的重要性，這是澳洲總理首度對此議題表達支持。
2020年7月28日，澳洲與美國舉行第30屆外交部长暨国防部长諮商會議（AUSMIN），會後發表的《聯合聲明》表達支持台灣參與国际组织的一貫立場。
2021年8月30日，澳洲外交部長佩恩、國防部長達頓與法國外交部長勒德里安、國防部長帕利在法國巴黎進行會談，會後發布的《聯合公報》表達對台灣參與國際組織的支持。
2022年11月18日，對於澳洲是否支持台灣加入（CPTPP），總理在泰国出席亚太经济合作组织（APEC）峰會時表示「僅有受承認的國家可加入CPTPP」；中華民國外交部發言人歐江安回應，這說法與CPTPP入會資格的相關規定有所不同，外交部已透過駐澳洲代表處與駐台灣的澳洲辦事處，向澳大利亚政府要求澄清艾班尼斯原意，以避免外界誤解。澳洲政府事後已經向台灣澄清，對於台灣加入CPTPP立場並未改變，仍歡迎包括台灣在內所有符合CPTPP高標準規範的經濟體加入，外交部對此表示歡迎。
2023年5月、2024年5月，澳洲辦事處、英國在台辦事處、加拿大駐台北貿易辦事處、捷克經濟文化辦事處、德國在台協會、日本台灣交流協會、立陶宛貿易代表處、美國在台協會發佈聯合新聞稿，支持台灣有意義地參與WHO，並以觀察員身分參與WHA。
2024年8月，澳洲參議院通過決議，強調1971年《聯合國大會第2758號決議》並未賦予中華人民共和國對台灣的主權，也未決定台灣的國際地位，亦未限制台灣參與聯合國或其他國際組織的權利。澳洲外交暨貿易部發言人指出，台灣為澳洲重要夥伴，澳洲一貫立場是力挺台灣有意義地參與國際組織，特別是在應對健康危機、氣候變遷、航空安全等議題時，台灣能提供重要貢獻。
2025年5月，澳洲衛生部司長霍金斯（Ross Hawkins）在WHA表示「全球衛生合作應涵蓋包括台灣在內的所有夥伴」。澳洲辦事處、英國在台辦事處、加拿大駐台北貿易辦事處、捷克經濟文化辦事處、德國在台協會、法國在台協會、日本台灣交流協會、立陶宛貿易代表處亦發佈聯合新聞稿，支持台灣有意義地參與WHO，並以觀察員身份參與WHA。

## 代表機構

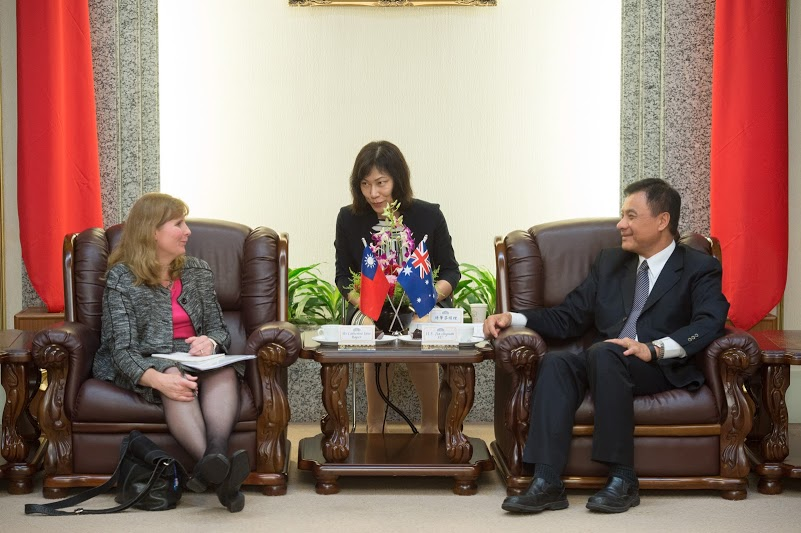
中華民國立法院院長蘇嘉全接見澳洲辦事處代表雷家琪

1973年3月，中華民國在澳洲第二大城墨尔本设立駐美爾鉢遠東貿易公司（Far East Trading Co., Pty. Ltd., Melbourne, Australia）作為實質上的代表機構。1981年，遠東貿易公司在第一大城雪梨設立駐美爾鉢遠東貿易公司雪梨分公司（Sydney Office, Far East Trading Co., Pty. Ltd., Sydney, Australia）。1991年1月22日，澳洲外交部宣布，為促進商務及經貿往來，決定提升與台灣的實質關係，具體作法包括開闢直航航線，以及強化雙邊辦事處的組織、功能及層級，同日草簽協議書。1992年5月，中華民國政府在澳洲首都堪培拉設立具大使館功能的駐澳大利亞臺北經濟文化辦事處，並以外交部名義核發赴台簽證。原先在墨爾本、雪梨設立的貿易公司則更名為具领事馆功能的駐墨爾本臺北經濟文化辦事處、駐雪梨臺北經濟文化辦事處。2005年12月9日，在第三大城增設駐布里斯本臺北經濟文化辦事處。
1981年10月30日，澳洲政府以澳大利亞商工辦事處之名義在中華民國首都臺北設立類似功能的代表機構。1988年，開始核發赴澳洲簽證業務。1991年，首次調派澳洲外交部現職外交官駐台，並擴充規模及功能。2012年3月，更名為澳洲辦事處。昆士蘭州亦在臺北設有貿易暨投資辦事處。
1992年10月16日，雙邊政府就彼此派駐機構人員之特權與禮遇事項達成協議，澳洲基於互惠原則，同意依據該國的《國際組織法》及《維也納外交關係公約》給予駐澳洲機構人員特權與豁免待遇，包括享有刑事豁免權及持用身分證。

### 事件
2019年5月9日，澳洲辦事處對於台灣無法以觀察員身分參與世界衛生大會（WHA）在Facebook表示，相信台灣務實的參與國際面對世界醫衛挑戰的努力，將支持整個區域以及全球的衛生安全。台灣高品質的醫療服務和對世界醫衛的貢獻譽滿全球，台灣人民應能參與全球衛生體系。
2020年1月2日，中華民國空軍救護隊一架UH-60M黑鷹直升機在新北市烏來區失事墜毀，包括參謀總長沈一鳴上將等8人罹難。澳洲辦事處發文表示「深感震驚與哀慟，我們向罹難者的家屬與朋友們致上我們的慰問之意，我們誠表哀悼，也祝福受傷者早日康復。」7月30日，前中華民國總統李登輝逝世，澳洲辦事處發文表示「深感哀傷」，並以他對臺灣民主化、經濟發展、人權的貢獻為榮，強調「他的精神永存於台灣現今這個充滿活力的社會」。在哀悼文最後寫下「阿輝伯，永別了。」

## 經濟

### 貿易
中華民國對外貿易發展協會（外貿協會）於澳洲第1大城悉尼設立臺灣貿易中心。經濟部國際貿易署在首都坎培拉設立駐澳大利亞代表處經濟組；澳洲則在雪梨設立澳台工商委員會。
| 年分 | 貿易總額       | 貿易總額 | 貿易總額 | 出口至澳大利亞 | 出口至澳大利亞 | 出口至澳大利亞 | 自澳大利亞進口 | 自澳大利亞進口 | 自澳大利亞進口 | 順逆差 |
| 年分 | 金額           | 年增減   | 排名     | 金額           | 年增減         | 排名           | 金額           | 年增減         | 排名           | 順逆差 |
| ---- | -------------- | -------- | -------- | -------------- | -------------- | -------------- | -------------- | -------------- | -------------- | ------ |
| 2017 | 11,167,268,200 | ▲23.2%   | 11       | 2,931,788,060  | ▼0.6%          | 16             | 8,235,480,140  | ▲34.6%         | 7              | 逆差▲  |
| 2018 | 12,948,000,504 | ▲15.9%   | 10       | 3,395,737,516  | ▲15.8%         | 15             | 9,552,262,988  | ▲16.0%         | 6              | 逆差▲  |
| 2019 | 13,254,155,872 | ▲2.4%    | 11       | 3,236,767,390  | ▼4.7%          | 15             | 10,017,388,482 | ▲4.9%          | 6              | 逆差▲  |
| 2020 | 11,292,250,649 | ▼14.8%   | 12       | 3,229,407,302  | ▼0.2%          | 14             | 8,062,843,347  | ▼19.5%         | 9              | 逆差▼  |
| 2021 | 19,748,245,242 | ▲74.9%   | 10       | 4,808,858,353  | ▲48.9%         | 13             | 14,939,386,889 | ▲85.3%         | 6              | 逆差▲  |
| 2022 | 32,180,126,541 | ▲63.0%   | 7        | 7,538,479,676  | ▲56.8%         | 13             | 24,641,646,865 | ▲64.9%         | 5              | 逆差▲  |
| 2023 | 23,146,002,523 | ▼28.1%   | 8        | 5,796,808,284  | ▼23.1%         | 13             | 17,349,194,239 | ▼29.6%         | 5              | 逆差▼  |
| 2024 | 20,272,869,868 | ▼12.4%   | 11       | 5,674,767,917  | ▼2.1%          | 14             | 14,598,101,951 | ▼15.9%         | 7              | 逆差▼  |

澳洲是中華民國最大的能源供應國，以及重要的礦產來源國。例如2024年，液化天然气進口總量為2,100萬公噸，其中38%來自澳洲，占比第1，其次為卡塔尔25%、美国10%。
2023年的兩國貿易項目如下：
出口至澳洲的前10大項目為：石油與提自瀝青礦物之油類（原油除外）、以石油或瀝青質礦物為基本成份之未列名製品、廢油；氢氧化钠或氢氧化钾、过氧化钠或过氧化钾；電話機（包括智能手机），以及其他傳輸或接收聲音、圖像之有線或通訊器具；自動資料處理機、磁性或光學閱讀機；氯乙烯或其他鹵化烯烃之聚合物；鋼鐵製螺釘、螺栓、螺帽、螺旋鈎、車用螺釘、鉚釘、橫梢、開口梢、墊圈與類似製品；聚縮醛、环氧树脂、醇酸樹脂、聚碳酸酯、聚丙烯酯與其他聚酯、聚醚；機動車輛所用之零件與附件；非動力之兩輪與其他自行車；經護面、鍍面或塗面之铁或非合金鋼扁軋製品等。
自澳洲進口的前10大項目為：煤、煤磚、煤球與煤製類似固體燃料；石油氣與其他氣態碳氫化合物；鐵礦石及其精砂；未經塑性加工精炼銅與銅合金；銅礦石及其精砂；未經塑性加工铝；未經塑性加工锌；冷凍牛肉；鐵屬廢料、重熔用廢鋼鐵鑄錠；鑌钴與其他煉鈷之中間產品、鈷及其製品等。
- 自1988年以來出口至澳洲的台灣商品月度值曲線圖。
- 自1988年以來出口至台灣的澳洲商品月度值曲線圖。
- 墨爾本街頭的臺灣三陽工業機車

### 投資
根據中華民國經濟部投資審議司統計，截至2024年7月，臺商前往澳洲總投資金額約37.90億美元，計有142件；另根據澳洲統計局統計，截至2022年總投資金額約150.30億澳元，其中直接投資約7.01億澳元。
臺商群聚於東澳的布里斯班、悉尼、墨尔本，以及西澳的珀斯。以布里斯本為根據地者多從事煤矿開採與買賣、蔗糖製造、金融、生技醫藥、零售、餐飲等；以雪梨為根據地者多從事金融、电信、牛飼育、餐飲、營養保健食品、資訊機械化學品批發、進出口貿易等；以墨爾本為根據地者多從事汽車零組件、醫藥、資訊機械化學品批發、出口貿易等；以伯斯為根據地者多從事天然气管線、铁矿與金矿开采投資、鹽礦等。
澳洲地處南太平洋，與世界各主要市場均有相當的距離，市場規模屬於中小型，但由於电子计算机普及率高，且澳洲官方语言為英语，因此世界各大電腦廠商選擇澳洲為其產品的試驗市場，以及向鄰近國家拓銷的基地。目前在澳洲從事資訊相關事業的臺商有宏碁、華碩、明基電通、聯強國際、友訊科技、研華科技、微星科技、訊舟科技、技嘉科技、宏正自動科技、宏達國際電子等，鴻海科技集團則設立富士康分公司；在能礦產方面，中國鋼鐵、台塑企業、台灣電力公司投資煤礦或鐵礦區開採，投資取得兩座天然气田部分權益；金融方面有臺灣銀行、華南銀行、第一商業銀行、玉山商業銀行、兆豐國際商業銀行、臺灣中小企業銀行、合作金庫商業銀行、中國信託商業銀行、台新國際商業銀行、在澳洲設立分行或辦事處；餐飲服務則有鼎泰豐、85度C、鮮芋仙、休閒小站、日出茶太、貢茶、CoCo都可、天仁茗茶、歇腳亭設立門市攻佔餐飲市場；其他例如中華航空、長榮航空、長榮海運經營定期航線，東元電機、巨大機械（捷安特）設立據點，捷安特更是澳洲自行車第一品牌，裕峰集團投資購物中心、協和集團於布里斯本投資興建W Hotel、台聚集團投資石油化學產業、正隆公司投資廢紙回收。
根據中華民國經濟部投資審議司統計，截至2024年7月，澳商前往臺灣總投資金額約40.38億美元，計有778件。
澳商投資主要包括金融控股、期货、投資顧問、管理顧問、電信、機械設備租賃、乳品、批發（含農產、食品、汽車零組件、化粧品）、餐飲等。麥格理銀行投資10億澳元，收購台灣寬頻，在台灣經營有線電視業務。麥格理銀行另以超過250億新臺幣投資臺灣離岸風力發電以及投資80億新臺幣成立太陽能發展平台；澳商生物科技公司Progen與Analytical在台灣設立公司。

### 會議
目前舉辦的有：臺澳年度經貿會議（2024年第28屆）、能礦諮商會議（2024年第29屆）、農業合作會議（2024年第19屆）、民間經濟聯席會議（2024年第37屆）。

### 組織
目前成立的有：澳洲台灣商會（雪梨）、昆士蘭台灣商會、墨爾本台灣商會、西澳台灣商會、大洋洲台灣商會聯合總會；澳洲辦事處商務處（臺北辦事處、高雄分處）、澳大利亞昆士蘭州貿易暨投資辦事處。

## 交流

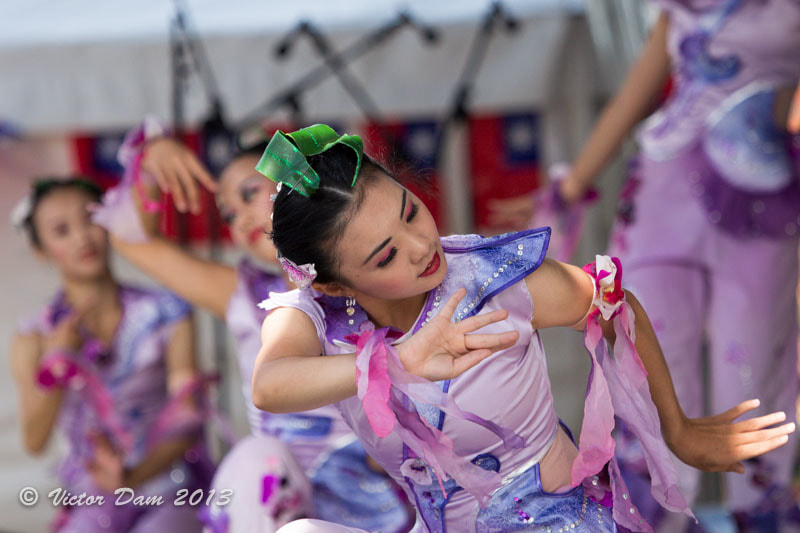
2013年於墨爾本舉辦的臺灣文化節

### 僑民
1970年代澳洲政府廢除白澳政策，開放亞洲技術以及商業移民，澳洲華人的數量也因此大增，目前澳洲華人有72萬人，佔澳洲總人口之3.4%，其中來自臺灣的約有3萬人。
截至2013年2月，持有效居留證在臺之澳大利亞外僑約有770人。

### 教育
任職澳洲總理、外交部長、及工黨黨魁的陸克文曾於1980年留學臺灣，在國立臺灣師範大學的國語文教學中心修習中文。
澳洲教育部於1995年5月在台北設立「澳大利亞國際教育基金會」，用以推廣國際教育合作計畫及促進雙邊文教交流。
首屆台澳高等教育會議於2002年4月12日在南澳大利亚州首府阿得雷德舉行。
2009年，首次核定臺澳研究生導航計畫，補助台灣博士生赴澳洲醫學等相關單位研究。中華民國教育部與澳洲國立大學、蒙納許大學合作設立「臺灣研究講座」。台灣多所大學也與澳洲的大學簽署合作備忘錄。2015年，澳洲在台灣留學人數為371人；2017年，台灣在澳洲留學人數為1萬6,573人。澳洲外交部核定的「新可倫坡計畫」（New Colombo Plan）也獎助121名澳洲大專學生赴台短期研習與實習。

### 會展
2019年2－5月，國立故宮博物院與新南威爾斯藝術博物館合作，於第1大城雪梨舉辦《天地人：臺北國立故宮博物院珍寶展》，這也是該院首次前往南半球展覽。

### 援助
2020年4月14日，對於2019冠状病毒病疫情在全球擴散，中華民國外交部宣布第2波國際援助行動，其中捐贈160萬片口罩給澳洲在內的8個新南向政策國家。

## 司法

### 犯罪事件
2015年8月9日，澳洲警方破獲以中華人民共和國國民為目標的電信詐騙組織，發現有58名台灣人被詐騙集團關在兩間位於布里斯本的宅邸裡遭強迫工作，並涉及詐騙。中華民國外交部證實，涉案的台灣人有21名，其中19名持澳洲度假打工簽證入境，18日遭註銷簽證後遣返回台；另有2名是主嫌持工作簽證入境，被布里斯本地方法院以涉及奴役（servitude）罪名起訴。此消息是由《布里斯本時報》於2016年4月17日報導刊出。2017年2月8日，2名主嫌被羈押18個月後，分別被判刑2年6個月與3年，在簽署2年行為良好保證後獲釋，被立即遣返回台。
2023年4月20日，1名29歲的澳洲墨尔本男子駕車在維多利亞州北部靠近新南威爾士州界的斯特拉斯莫頓鎮的公路十字路口未讓路且超速而撞上另1輛車，導致被撞車遭到隨後而來的撞擊，車上5人當場死亡，包括3名打工度假的台灣人。肇事男子被控5項危險駕駛致死罪名，在謝伯頓地方法院出庭應訊，隨後獲准交保。中華民國駐墨爾本辦事處在確認消息後，隨即聯繫遇難乘客在台灣的家屬，協助趕辦護照前往澳洲處後續事宜。這起車禍被維多利亞州官員直指是11年來首次發生的「災難性」事故。

## 協定
| 日期           | 簽署 | 備註      |
| -------------- | --- | --------- |
| 1936年7月20日  | 《中澳領事人員用品相互免稅辦法換文》 |           |
| 1955年3月22日  | 《中華民國與澳大利亞國互換郵政包裏協定》                                                                                                |           |
| 1955年7月29日  | 《中澳相互保護商標專利之換文》 |           |
| 1968年4月22日  | 《中華民國政府與澳大利亞協和國政府貿易協定》                                                                                            |           |
| 1991年9月      | 《台澳直航協定》 |           |
| 1991年9月12日  | 《農業委員會與澳大利亞肉畜協會間備忘錄》                                                                                                |           |
| 1992年3月25日  | 《行政院國家科學委員會與澳大利亞技術科學及工程院間科學技術合作協定》                                                                    |           |
| 1993年8月17日  | 《台北中央標準局與澳大利亞商工辦事處間關於保護工業財產權之備忘錄》 《台北投資業務處與澳大利亞商工辦事處間促進投資暨移轉技術瞭解備忘錄》 |           |
| 1993年11月     | 《台澳仲裁雙邊合作協議》 |           |
| 1995年1月3日   | 《中華民國對外貿易發展協會與維多利亞雇主商工會間關於貨品暫准通關證執行議定書》                                                          |           |
| 1995年3月      | 《蘋果蠹蛾及空運水果檢疫條件瞭解備忘錄》                                                                                                |           |
| 1995年7月12日  | 《臺北郵政總局與墨爾本澳大利亞郵政公司間交換國際航空郵件瞭解備忘錄》                                                                    |           |
| 1995年11月2日  | 《台北證券管理委員會與澳大利亞證券管理委員會間資訊換函》                                                                                |           |
| 1995年11月21日 | 《臺北國際貿易局與澳大利亞商工辦事處間貨品暫准通關瞭解備忘錄》                                                                          |           |
| 1996年5月29日  | 《台北經濟文化辦事處與澳大利亞商工辦事處避免所得稅雙重課稅及防杜逃稅協定》                                                              |           |
| 1996年6月28日  | 《商品檢驗局與澳州品質保證服務公司產品驗證合作協定》                                                                                    |           |
| 1996年9月13日  | 《臺澳執行競爭及公平交易法之合作暨協調辦法》                                                                                            |           |
| 1997年3月12日  | 《台澳大眾媒體發展合作規範瞭解備忘錄》                                                                                                  |           |
| 1999年4月      | 《澳洲聯邦科學工業研究院與工業技術研究院科技合作備忘錄》                                                                                |           |
| 2000年9月10日  | 《台澳科學合作瞭解備忘錄》 《台澳促進暨便利生物科技雙向投資瞭解備忘錄》 《臺澳电子商务聯合聲明》                                        |           |
| 2001年7月3日   | 《台澳農、林、漁業部農業與農企業合作備忘錄》                                                                                            | [ 註 7 ]  |
| 2002年7月30日  | 《台灣公平交易委員會、澳大利亞競爭消費委員會及紐西蘭商業委員會間適用競爭暨公平法規合作辦法》                                            |           |
| 2003年10月15日 | 《台灣財政部證券暨期貨管理委員會與澳洲證券暨投資管理委員會資訊分享及合作議定書》                                                        |           |
| 2004年4月23日  | 《台灣經濟部智慧財產局與澳大利亞商工辦事處工業財產權合作瞭解備忘錄》                                                                    | [ 註 8 ]  |
| 2004年7月15日  | 《臺澳打工度假簽證瞭解備忘錄》 《台澳電磁相容性檢驗相互承認協定》                                                                       |           |
| 2005年4月15日  | 《教育部國際文教處與澳大利亞商工辦事處教育合作備忘錄》                                                                                  |           |
| 2005年6月8日   | 《臺澳中子束應用技術合作協定》 |           |
| 2005年7月19日  | 《台澳ICT產業合作協議》 |           |
| 2006年1月9日   | 《臺灣海關與澳大利亞海關情資分享協議》                                                                                                  |           |
| 2006年8月15日  | 《臺澳亞太地區海關緝私通報系統瞭解備忘錄》                                                                                              |           |
| 2006年10月     | 《台澳空運協定修約》 |           |
| 2007年3月      | 《台澳銀行及保險業監理合作備忘錄》 |           |
| 2007年3月14日  | 《臺灣金融監督管理委員會與澳洲審慎監理局換文協定》                                                                                      |           |
| 2007年10月19日 | 《台澳海關緝毒犬育種、訓練運用、情資分享及貨物旅客篩檢互助瞭解備忘錄》                                                                  | [ 88 ]    |
| 2007年10月19日 | 《台澳防制濫發郵件合作瞭解備忘錄》 《臺澳電信終端設備電磁輻射測試報告相互承認協議換函》                                                 |           |
| 2007年10月26日 | 《國際認證論壇多邊相互承認辦法》 |           |
| 2010年4月13日  | 《臺澳藥物管理合作瞭解備忘錄》 |           |
| 2010年4月29日  | 《臺灣行政院國家科學委員會與澳大利亞海洋科學院瞭解備忘錄》                                                                              |           |
| 2010年8月30日  | 《臺澳能礦領域合作瞭解備忘錄》 | [ 註 9 ]  |
| 2010年11月22日 | 《臺澳乳製品進口監測豁免瞭解備忘錄》 | [ 註 10 ] |
| 2011年5月11日  | 《臺澳投資促進協議》 |           |
| 2011年12月13日 | 《台澳職業教育與訓練合作瞭解備忘錄》 | [ 註 11 ] |
| 2012年6月20日  | 《臺澳食品安全合作資訊交換瞭解備忘錄》 《台澳科學及研究合作瞭解備忘錄》                                                                 | [ 註 12 ] |
| 2013年         | 《財團法人國家同步輻射研究中心與澳洲核子科學技術組織合作瞭解備忘錄》                                                                    | [ 89 ]    |
| 2014年6月19日  | 《台澳可取得性、提供暨使用無效旅行文件資料瞭解備忘錄》                                                                                  |           |
| 2017年11月     | 《經濟部投資業務處與澳洲斯威本科技大學攬才合作備忘錄》                                                                                  |           |
| 2018年6月5日   | 《臺澳關務合作協議》 | [ 90 ]    |
| 2018年9月18日  | 《臺澳優質企業相互承認協議》 | [ 91 ]    |
| 2020年1月20日  | 《臺澳有機同等性相互承認協議》 |           |
| 2022年11月     | 《經濟部投資業務處與澳洲昆士兰科技大学攬才合作備忘錄》                                                                                  |           |
| 2024年4月2日   | 《臺澳運輸安全合作與資訊交流瞭解備忘錄》                                                                                                | [ 92 ]    |

## 簽證

持中華民國護照的中華民國國民簽證要求分布圖：入境澳洲可以電子簽證。

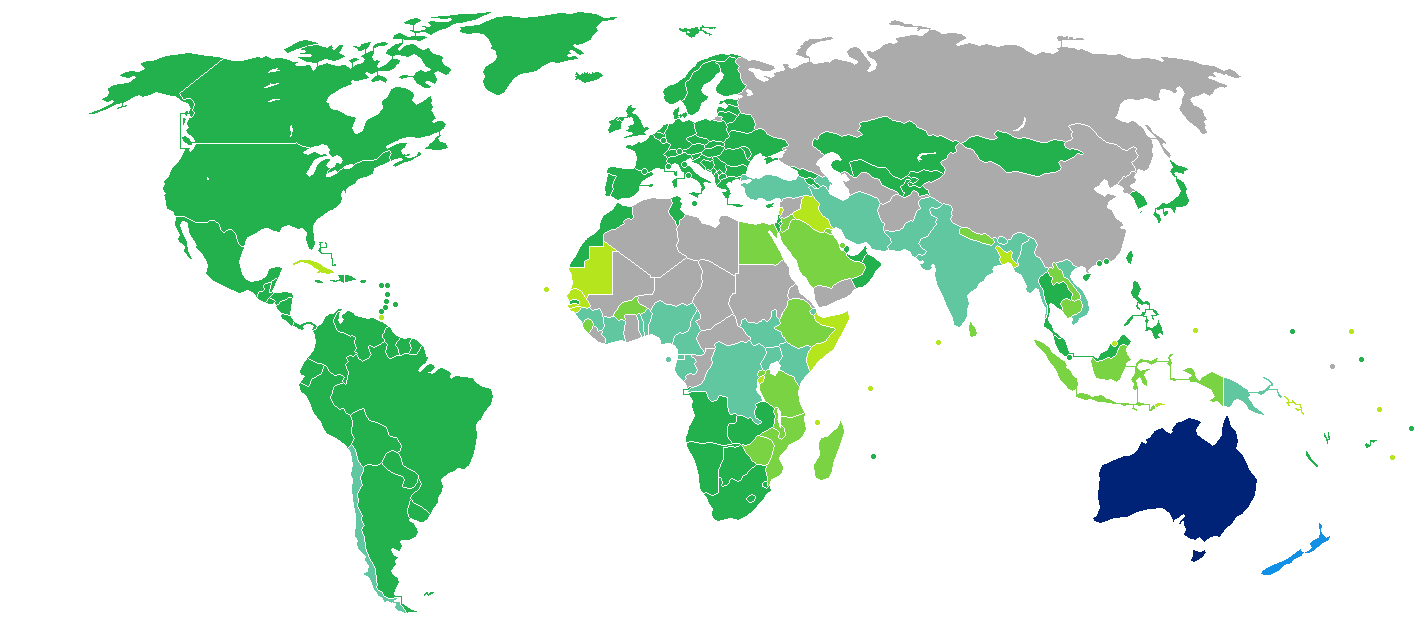
持澳洲護照的澳洲國民簽證要求分布圖：入境中華民國可以免簽證。

除新西兰外，任何入境澳洲的外籍人士，都必須事先申請簽證。持有中華民國護照的中華民國國民可以電子簽證（Electronic Travel Authority, ETA）的方式入境澳洲，有效期1年可多次入境，每次停留最多3個月。若無法申請ETA，或申請ETA未獲核准，則必須申請停留簽證（Visitor Visa），在臺北的澳洲辦事處無法提供簽證服務與諮詢，是由澳洲驻韩国大使馆負責。經澳洲轉機若符合要件可免簽證。
持有澳洲護照的澳洲國民則可以免簽證的方式入境中華民國，停留最多90天。
此外，兩國皆提供18－30歲青年為期1年的度假打工簽證（皆必須未曾取得此種簽證，澳洲提供無名額限制）。

### 事件
1991年10月28日，澳洲外交暨貿易部長伊凡斯核定廢除在簽發中華民國國民赴澳簽證時加蓋的不妥戳記，並自29日起實施。

## 交通

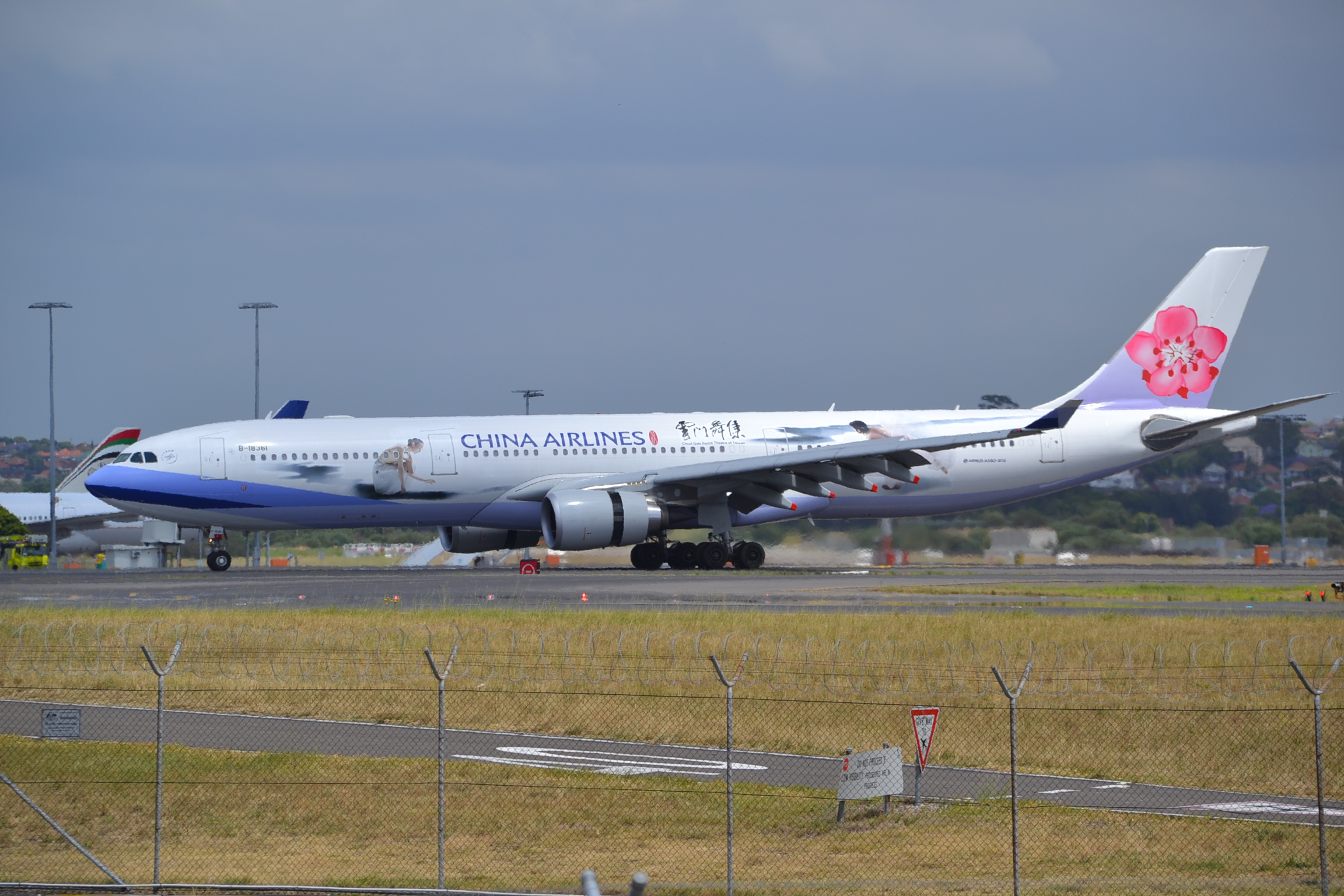
臺灣中華航空A330-300雲門舞集彩繪客機將於雪梨機場起飛

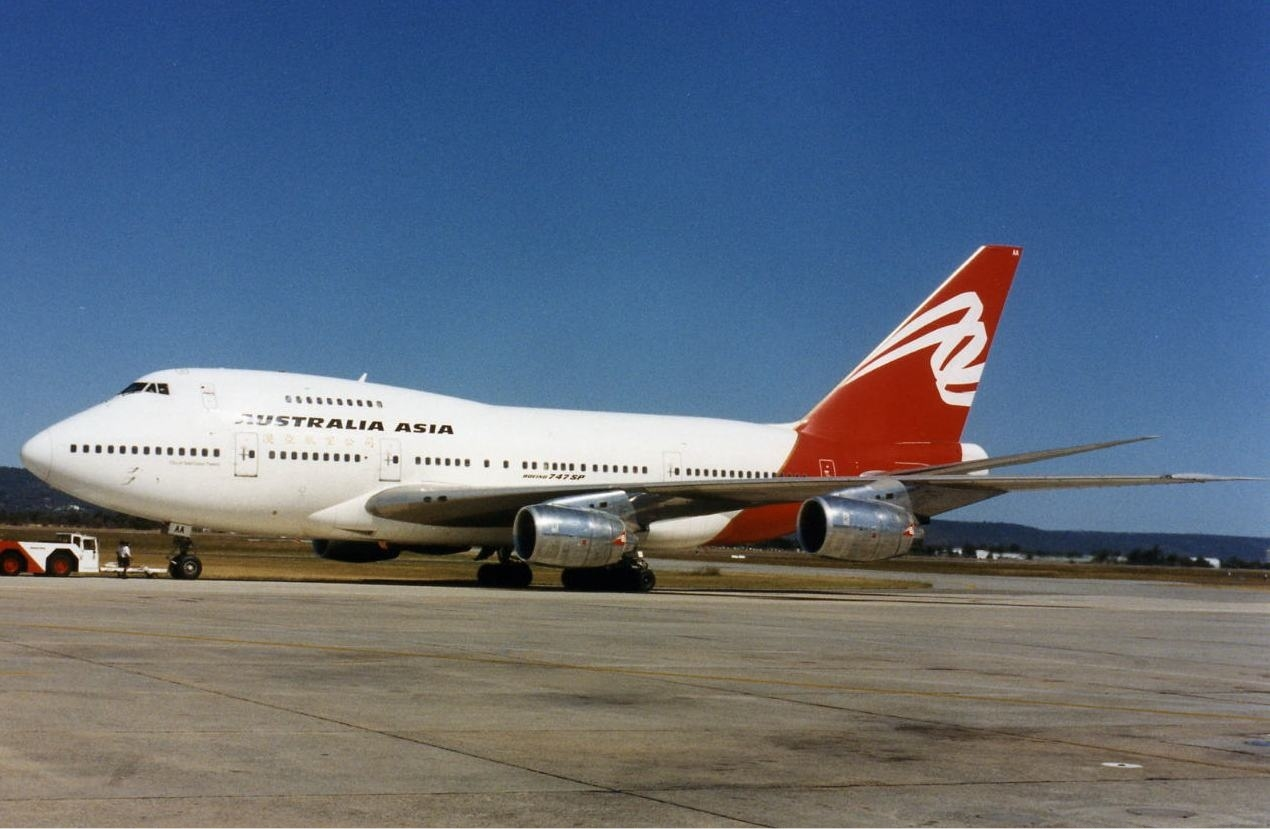
在中華民國與澳大利亞斷交後，澳洲方面改以「澳大利亞亞洲航空」飛航臺灣航線

### 航空
兩國有直航班機，雙邊航班來往的城市如下（截至2023年7月17日）：

#### 客運
| 中華民國 | （按照都會區人口排列）                                             |
| -------- | ------------------------------------------------------------------ |
| 臺北     | 雪梨（中華航空） 墨爾本（中華航空） 布里斯本（中華航空、長榮航空） |

##### 事件
2017年11月6日起，中華民國納入澳大利亞入境「智慧閘門」的永久適用國。年滿16歲、持有效中華民國晶片護照與澳大利亞簽證的中華民國國民，無須事先申請，即可於澳大利亞主要國際機場使用通關。